# شرینگهام
latitudeشرینگهامlongitudeشرینگهام
شرینگهام (به انگلیسی: Sheringham) یک منطقهٔ مسکونی در انگلستان است که در شرق انگلستان واقع شده‌است.

## خصوصیات
شرینگهام ۴ کیلومترمربع مساحت و ۷٬۱۴۳ نفر جمعیت دارد.

## نگارخانه

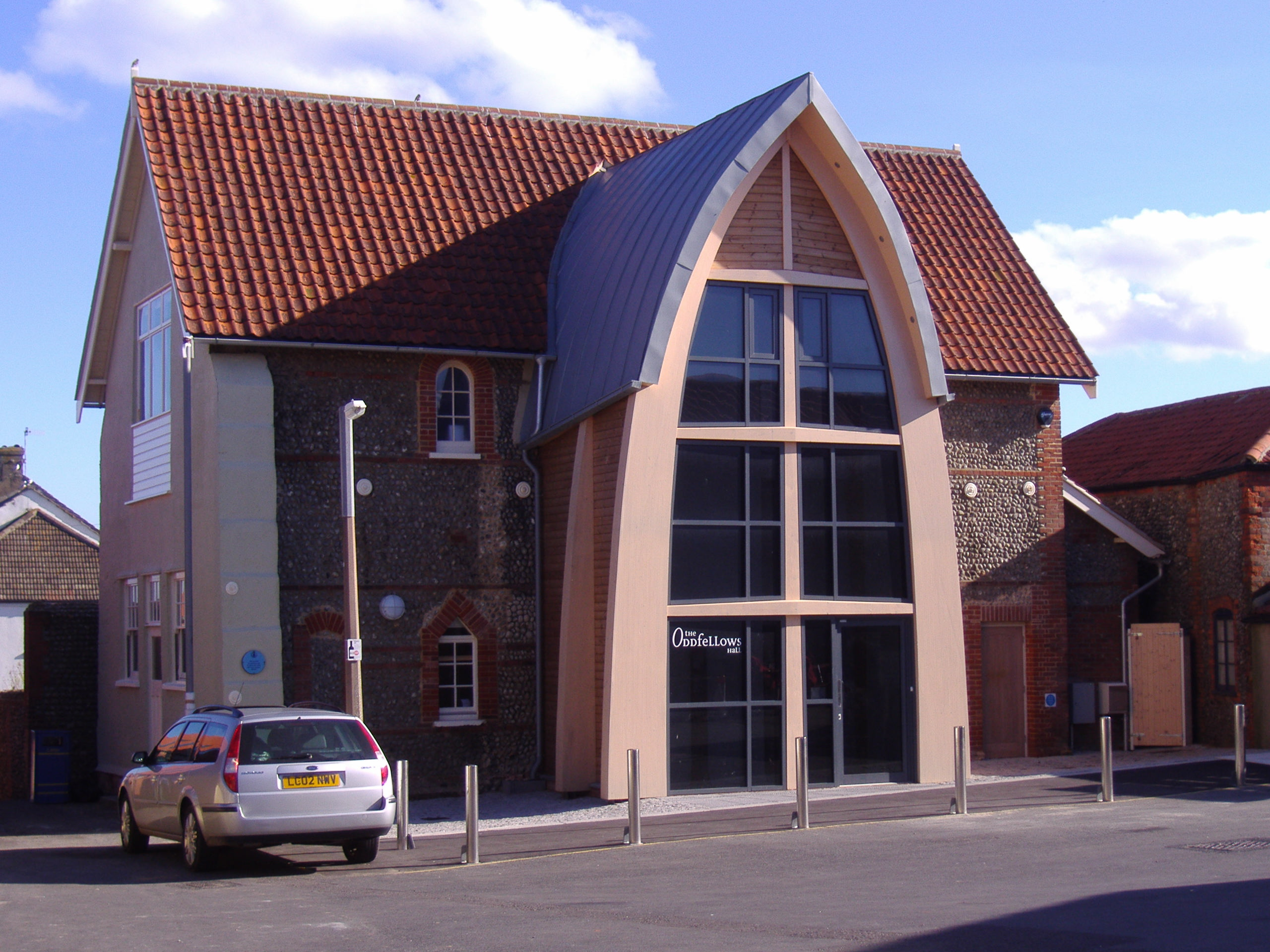
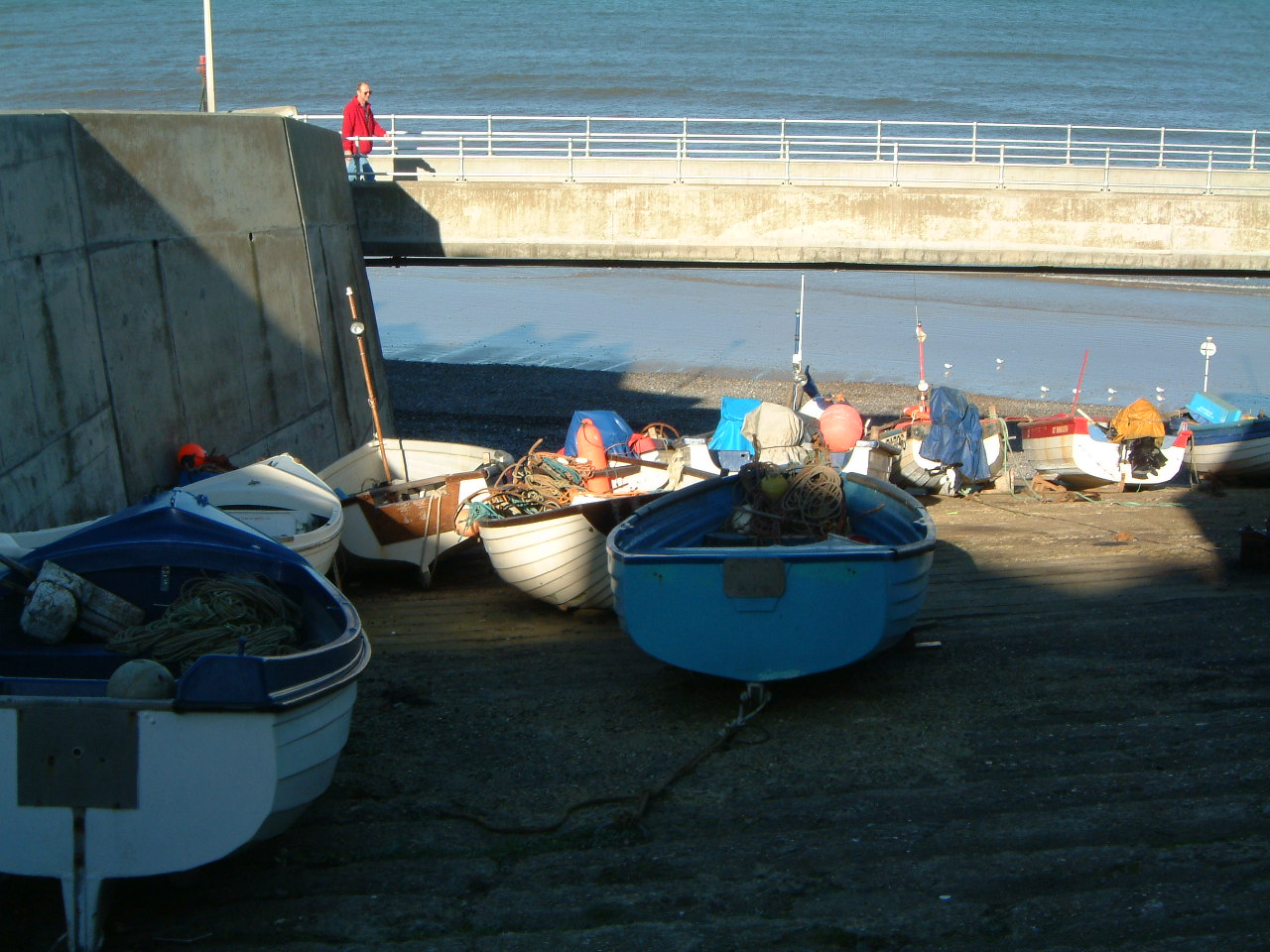
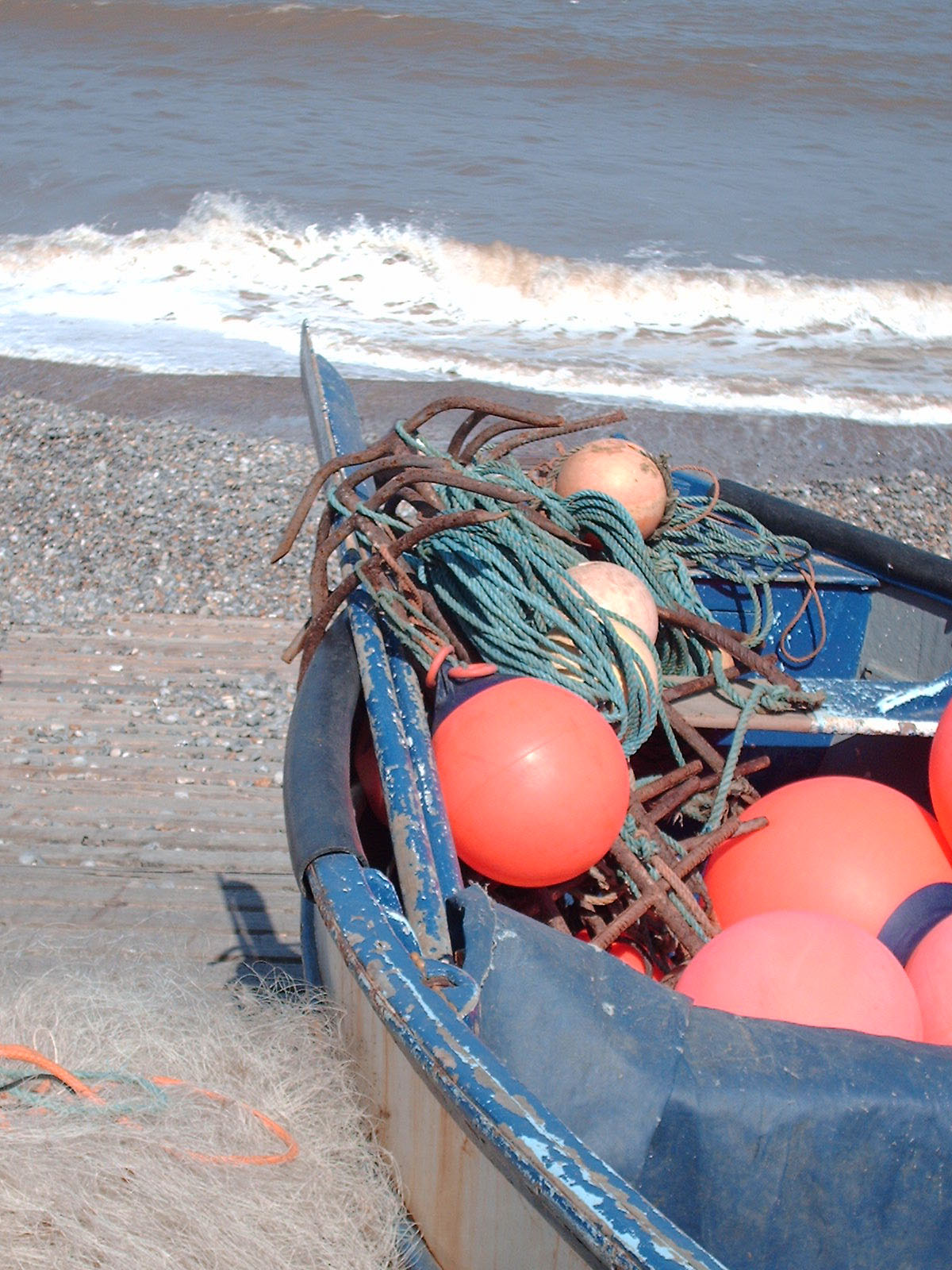
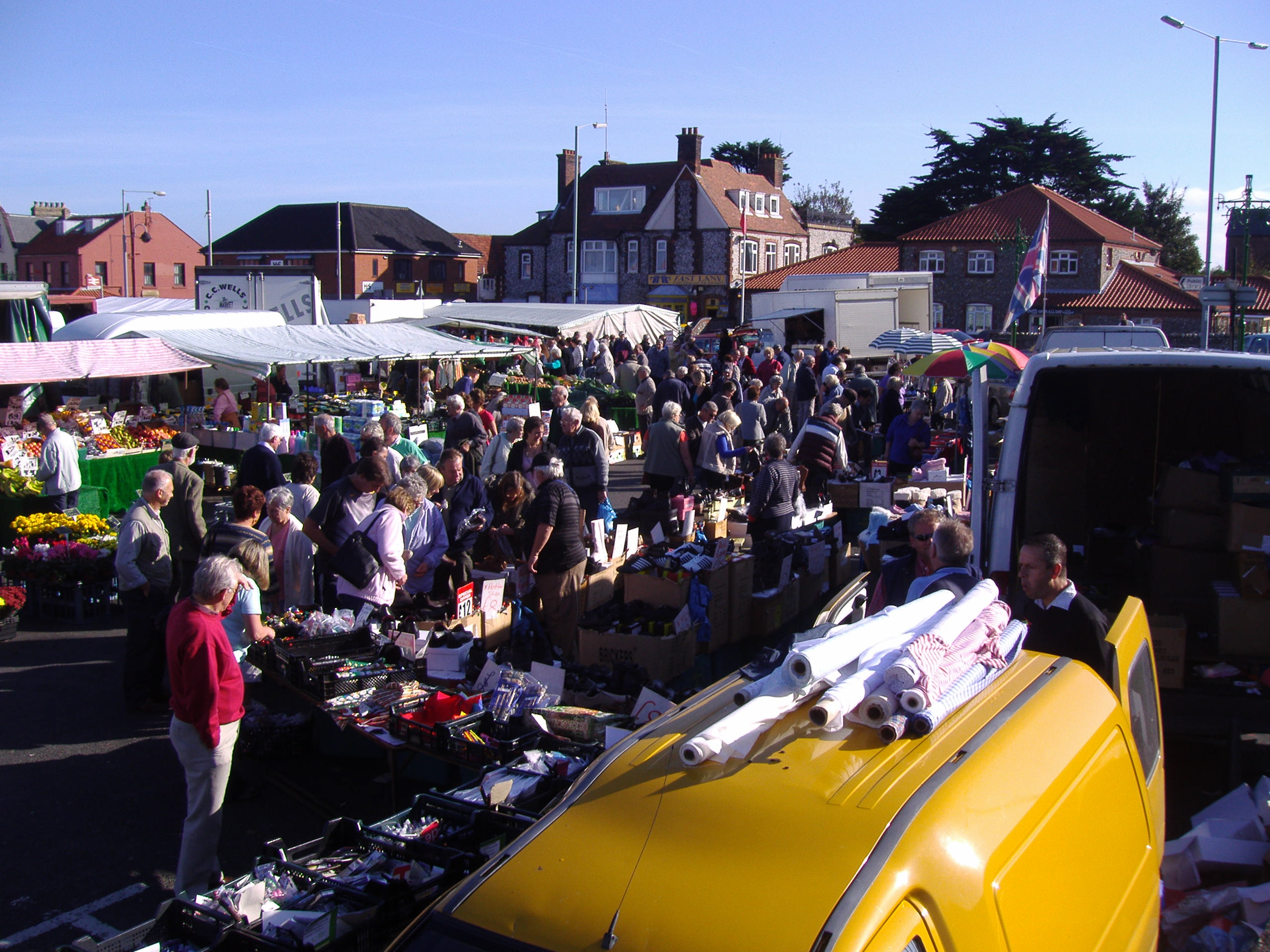
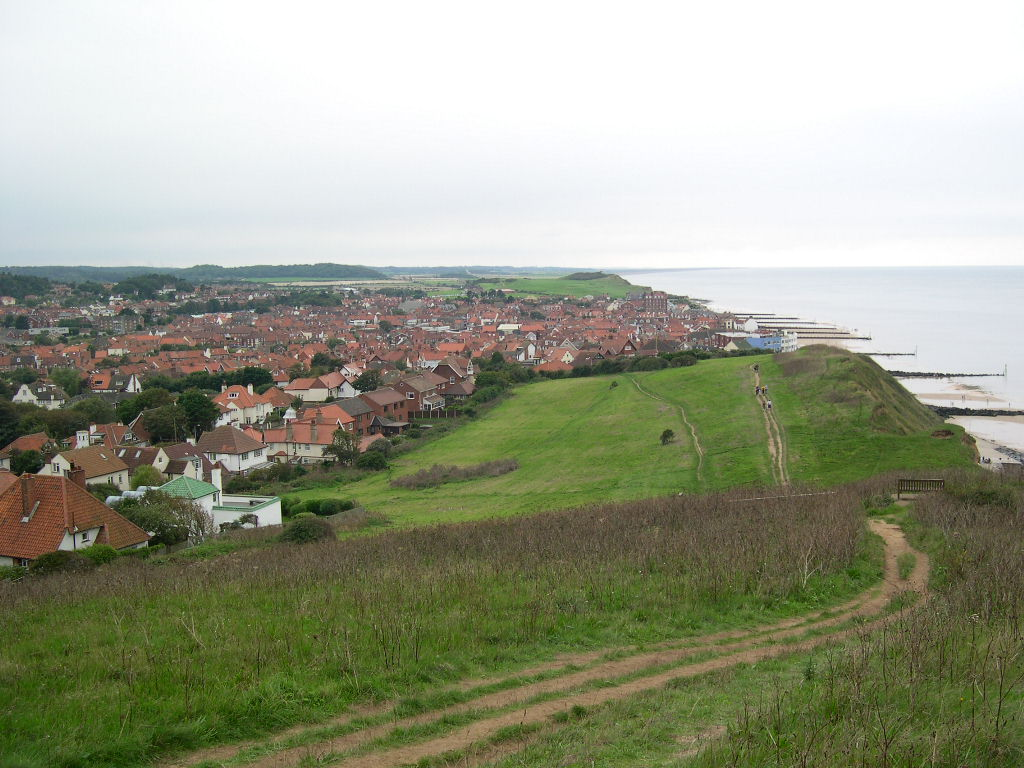
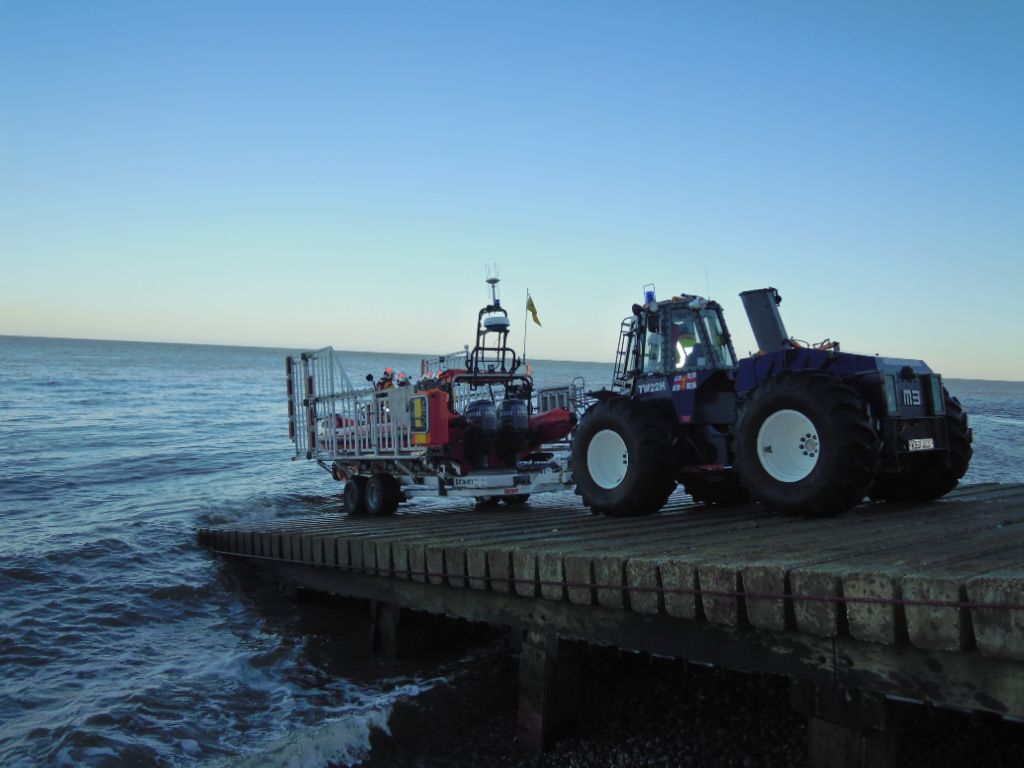